# کانن ئی‌اواس سی۵۰۰
کانن ئی‌اواس سی۵۰۰ (به انگلیسی: Canon EOS C500) یک دوربین سینمایی دیجیتال ساخت شرکت کانن است که در آصویگوست سال 2012 معرفی شد. از جمله امکانات تازه این دوربین در مقایسه با مدل پیشین یعنی کانن ئی‌اواس سی۳۰۰، امکان ضبط ویدئو با کیفیت 4K و QHD است. 